# Karl-Günther Heimsoth
Karl-Günther Heimsoth, cũng được biết đến là Karl-Guenter Heimsoth (4 tháng 12 năm 1899, Charlottenburg – Tháng 7 năm 1934, Berlin) là một bác sĩ người Đức, đa văn, và chính khách. Heimsoth là một thành viên của Đảng Quốc xã.

## Bài viết
- Hetero- und Homophilie. Eine neuorientierende An- und Einordnung der Erscheinungsbilder, der "Homosexualität" und der "Inversion" in Berücksichtigung der sogenannten "normalen Freundschaft" auf Grund der zwei verschiedenen erotischen Anziehungsgesetze und der bisexuellen Grundeinstellung des Mannes, Dortmund 1924. (Dissertation)
- Charakter-Konstellation. Mit besonderer Berücksichtigung der Gleichgeschlechtlichkeit, Munich 1928.
- Freikorps greift an! Militärpolitische Geschichte und Kritik der Angriffs-Unternehmen in Oberschlesien 1921, Berlin 1930.